# 안토노프 An-10

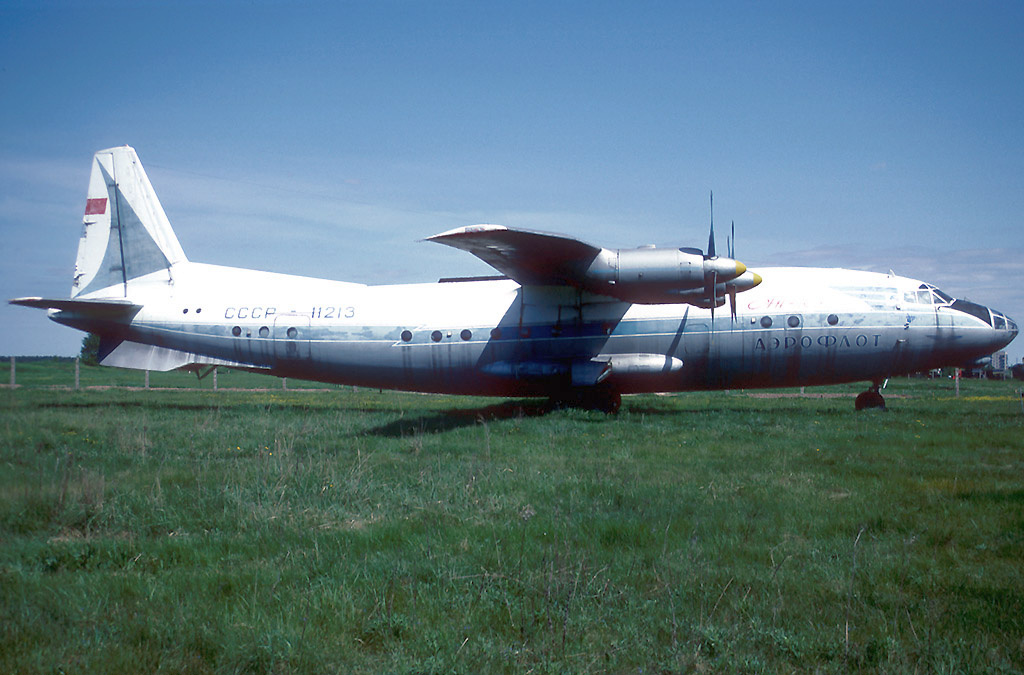
안토노프 An-10

안토노프 An-10은 소련의 안토노프가 설계한 여객 운송 항공기이다.
안토노프 설계국이 안토노프 An-8을 확대 발전시킨 여객기 개발에 착수했으며 1957년 3월에 첫 비행을 가졌다. 기존에 비해 안정성을 향상시키고 수평 꼬리 양쪽에 보조핀을 장착한 것이 특징이다. 1959년에 108대가 생산되었고 나중에는 여객 수를 110명으로 확장한 An-10A로 발전했다. An-10A에서는 보조핀을 없애는 대신 몸통 끝바닥에 벤트럴 핀을 장착했다.
그러나 이 여객기는 사고가 많은 기체였으며 12차례의 사고로 인해 371명이 희생되었다. 1972년 5월에는 제조한 지 11년 밖에 지나지 않은 아에로플로트 1491편 여객기가 비행 도중에 구조 결함으로 인해 날개의 금속 피로 부분이 파열되고 여객기의 몸통이 지면과 충돌하는 사고가 일어났다. 이 사고를 계기로 아에로플로트는 이 여객기 운항을 모두 중단하기로 결정했으며 1974년에 퇴역했다.

## 사양
- 승무원: 3명
- 승객: 100 ~ 110명
- 전체 길이: 37.00m
- 전체 너비: 38.00m
- 높이: 9.80m
- 날개 면적: 120m2
- 기체 중량: 30,500kg
- 최대 이륙 중량: 55,000kg
- 최대 속도: 725km/h
- 순항 속도: 660km/h
- 엔진: 입첸코 AI-20 터보프롭 × 4 (2,995kW)
- 최대 상승 고도: 10,000m
- 항속 거리: 4,000km

## 같이 보기
- 안토노프 An-12
- 일류신 Il-18